# (276033) 2002 AJ129
(276033) 2002 AJ129, aussi écrit 2002 AJ129, est un astéroïde géocroiseur de type Apollon, également herméocroiseur, cythérocroiseur et aréocroiseur. Il est caractérisé par un faible périhélie — le neuvième plus petit des astéroïdes numérotés en 2011 — après les astéroïdes (137924) 2000 BD19, (374158) 2004 UL, et (386454) 2008 XM. Il croise de façon rapprochée toutes les planètes intérieures du Système solaire ainsi que l'astéroïde de la ceinture principale Vesta. Sa taille est estimée à 500–1200 mètres.
Avec un arc d'observation de 14 ans, il a une orbite bien déterminée et a été observé pour la dernière fois en 2016. Il est classé comme géocroiseur de type Apollon. Il est également classé comme objet potentiellement dangereux (PHA), mais cela ne signifie pas qu'il existe une menace d'impact à court terme avec la Terre. Il s'agit d'un astéroïde potentiellement dangereux simplement en raison de sa taille (magnitude absolue H ≤ 22) et de la distance minimale d'intersection avec l'orbite terrestre (DMIO ≤ 0,05 UA).
Le 4 février 2018 à 21 h 31 TU, l'astéroïde est passé à environ 0,028 126 UA (4 207 600 km) de la Terre. La distance d'approche terrestre pour ce passage de 2018 a été calculée avec une précision de ±200 km. L'observatoire de Goldstone avait programmé une observation du 3 au 6 février 2018.
Le 8 février 2172, l'astéroïde passera à environ 0,004 58 UA (685 000 km) de la Terre. La distance d'approche terrestre pour le passage de 2172 est connue avec une précision de ±4 000 km. Si nous regardons plus loin dans le futur la trajectoire connue deviendra divergente. Avec une approche de la Terre de 0,24 UA (36 000 000 km), l'incertitude s'accroit à ±2 400 000 km le 19 février 2196.  